# Ернесто Белис
Ернесто Антонио Белис (рођен 1. фебруара 1909) био је аргентински фудбалски дефанзивац који је играо за Аргентину на светском првенству 1934. Играо је и за Дефенсорес де Белграно.

### Голови у репрезентацији
| #  | Датум          | Место одржавања                   | Противник | Такмичење               |
| -- | -------------- | --------------------------------- | --------- | ----------------------- |
| 1. | 27. маја 1934. | Стадион Литорале, Болоња, Италија | Шведска   | Светско првенство 1934. |